# Saison 34 d'Alerte Cobra
Chronologie
Saison 33 Saison 35
Cet article présente le guide des épisodes la trente-quatrième saison de la série télévisée Alerte Cobra.

## Distribution

### Acteurs principaux
- Erdoğan Atalay (VFB: Frédéric Meaux) : Sami Gerçan (inspecteur)
- Tom Beck (VFB: Michelangelo Marchese) : Ben Jäger (inspecteur)

### Acteurs récurrents
- Katja Woywood (VFB: Valérie Muzzi) : Kim Krüger (chef de service)
- Daniela Wutte (VFB: Marcha Van Boven) : Susanne König (secrétaire)
- Gottfried Vollmer (VFB: Raphaël Anciaux) : Boris Bonrath (brigadier)
- Katrin Heß (VFB: Fanny Roy) : Jenny Dorn (brigadier)
- Niels Kurvin (VFB: Bruno Mullenaerts) : Armand Freund (police scientifique)
- Kerstin Thielemann (VFB: Stéphane Excoffier) : Isolde Maria Schrankmann (procureure générale)
- Carina Wiese (VFB: Carole Baillien) : Andréa Gerçan (femme de Sami)
- Anna Julia Kapfelsperger (VFB: Sophie Frison) : Nina Becker (petite-amie de Ben)

## Diffusion
En Allemagne, la saison a été diffusée du 24 octobre 2013 au 12 décembre 2013, sur RTL Television.
En France, la saison a été diffusée du 12 au 23 février 2015 sur TMC.

## Épisodes

### Épisode 1:Retour d'un ami
- Allemagne : 24 octobre 2013 sur RTL Television
- France : 12 et 13 février 2015 sur TMC

Alors qu'il pensait qu'il allait passer une journée agréable en compagnie de ses proches à l'occasion de l'anniversaire d'Andréa, Sami découvre que son épouse entretient une relation avec un amant, mais aussi que Ben était au courant depuis quelque temps. 
Comme si ce n'était pas déjà assez, Sami va bientôt aussi devoir risquer sa vie pour sauver une architecte des griffes d'un mystérieux gang de kidnappeurs. 
Alors que lui et ses filles se retrouvent attaqués par ces mêmes criminels, ils sont sauvés in extremis par une figure du passé : André Fux, l'ancien partenaire de Sami, pourtant présumé mort à Majorque ! 

### Épisode 2:Reporter sans limites
- Allemagne : 31 octobre 2013 sur RTL Television
- France : 16 février 2015 sur TMC

### Épisode 3:Avec préméditation
- Allemagne : 7 novembre 2013 sur RTL Television
- France : 17 février 2015 sur TMC

Le procureur Schrankmann confie Heike-Maria, sa fille de 16 ans, à la brigade autoroutière pour qu'elle y effectue un stage scolaire. Mais Heike-Maria trouve le travail de la police complètement idiot et ennuyant. La jeune fille a d'autres projets : Elle veut suivre les traces de sa mère et devenir procureur. Ben & Sami emmènent Heike-Maria en patrouille sur l'autoroute et sont vite énervés par le comportement de la jeune stagiaire. C'est alors qu'ils repèrent une camionnette roulant dangereusement. Lorsque les deux inspecteurs veulent l'arrêter, le conducteur accélère soudainement et une course-poursuite commence. Ils échouent cependant à l'arrêter. 

### Épisode 4:Désaccords
- Allemagne : 14 novembre 2013 sur RTL Television
- France : 18 février 2015 sur TMC

Première apparition de Nina Becker.

### Épisode 5:Rien ne va plus
- Allemagne : 28 novembre 2013 sur RTL Television
- France : 19 février 2015 sur TMC

- Paula Schramm
- Hendrik Duryn

### Épisode 6:Copain comme cochon
- Allemagne : 5 décembre 2013 sur RTL Television
- France : 20 février 2015 sur TMC

- Anna Julia Antonucci
- Valerie Niehaus

### Épisode 7:Changement de direction
- Allemagne : 12 décembre 2013 sur RTL Television
- France : 23 février 2015 sur TMC

- Anna Julia Antonucci
- Anatole Taubman